# Angélica (telenovela)
Angélica é uma telenovela mexicana produzida por Ernesto Alonso para a Televisa e exibida pelo Canal de las Estrellas entre 22 de abril e 4 de outubro de 1985.
Foi protagonizada por Erika Buenfil e Sergio Goyri e antagonizada por Alejandro Camacho e Rebecca Jones.

## Elenco
- Erika Buenfil - Angélica Estrada
- Sergio Goyri - Humberto Corona
- Alejandro Camacho - Guillermo Corona
- Rebecca Jones - Silvia
- Emilia Carranza - Rosaura Monterde
- Chela Castro - Eloísa
- Eduardo Liñán - Alfonso
- Gloria Mayo - Carmen
- Amparo Arozamena - Tía Chabela
- Olivia Collins - Leticia
- Rafael Amador - Manuel
- Juan Diego - Juan
- Lucianne Silva - Mónica
- Marco Muñoz - Rafael
- Selene Higareda - Mayra
- Myrrah Saavedra - Teresa
- Carmen Cortés - Nana
- Jorge Victoria - Fernando
- César Adrián Sánchez - Toño
- Arturo Angler - Bernabé
- Héctor Madrigal - Federico
- Edgardo Gazcón - Carlos
- Francisco Avendaño - Mario
- Macario Álvarez - Lic. Olmos
- Toño Infante - Capitán Trejo
- Luis Xavier - José Luis
- Maristel Molina - Srta. López
- Ricardo González - Javier
- Fernando Moncada - El Grande
- José Pereira - Raúl
- José Luis Llamas - Doctor
- José Carlos Teruel - Roby

## Prêmios e indicações

### Prêmio TVyNovelas 1986
| Categoria                    | Indicado(a)         | Resultado |
| ---------------------------- | ------------------- | --------- |
| Melhor telenovela            | Ernesto Alonso      | Indicado  |
| Melhor atriz protagonista    | Erika Buenfil       | Indicado  |
| Melhor ator protagonista     | Sergio Goyri        | Indicado  |
| Melhor ator antagonista      | Alejandro Camacho   | Indicado  |
| Melhor atriz principal       | Emilia Carranza     | Indicado  |
| Melhor ator co-protagonista  | Marco Muñoz         | Indicado  |
| Revelação feminina           | Olivia Collins      | Indicado  |
| Revelação masculina          | Toño Infante        | Indicado  |
| Revelação masculina          | Diego Schoening     | Indicado  |
| Melhor direção de cena       | Sergio Jiménez      | Indicado  |
| Melhor história ou adaptação | Marissa Garrido     | Indicado  |
| Melhor atuação infantil      | César Adrián Chávez | Venceu    |
| Melhor atuação masculina     | Rafael Amador       | Indicado  |